# Regenstauf
Regenstauf è un comune tedesco di 14 934 abitanti, situato nel land della Baviera.